# Steve Jobs (phim)
Steve Jobs là một bộ phim tiểu sử chính kịch Hoa Kỳ năm 2015 do Danny Boyle đạo diễn và Aaron Sorkin viết kịch bản. Dựa trên cuốn tiểu sử cùng tên của Walter Isaacson cũng như những cuộc phỏng vấn do Sorkin thực hiện, phim được chia làm ba cảnh kéo dài trong mười bốn năm (1984–1998) trong cuộc đời của nhà sáng tạo máy tính cá nhân và đồng sáng lập Apple Inc. Steve Jobs, với một hành động diễn ra ngay trước khi ra mắt một sản phẩm quan trọng - Apple Macintosh, NeXT Computer và iMac. Jobs do nam tài tử Michael Fassbender thủ vai, ngoài ra còn có sự góp mặt của dàn diễn phụ Kate Winslet, Seth Rogen, Katherine Waterston, Michael Stuhlbarg và Jeff Daniels.